# Anachoretyzm

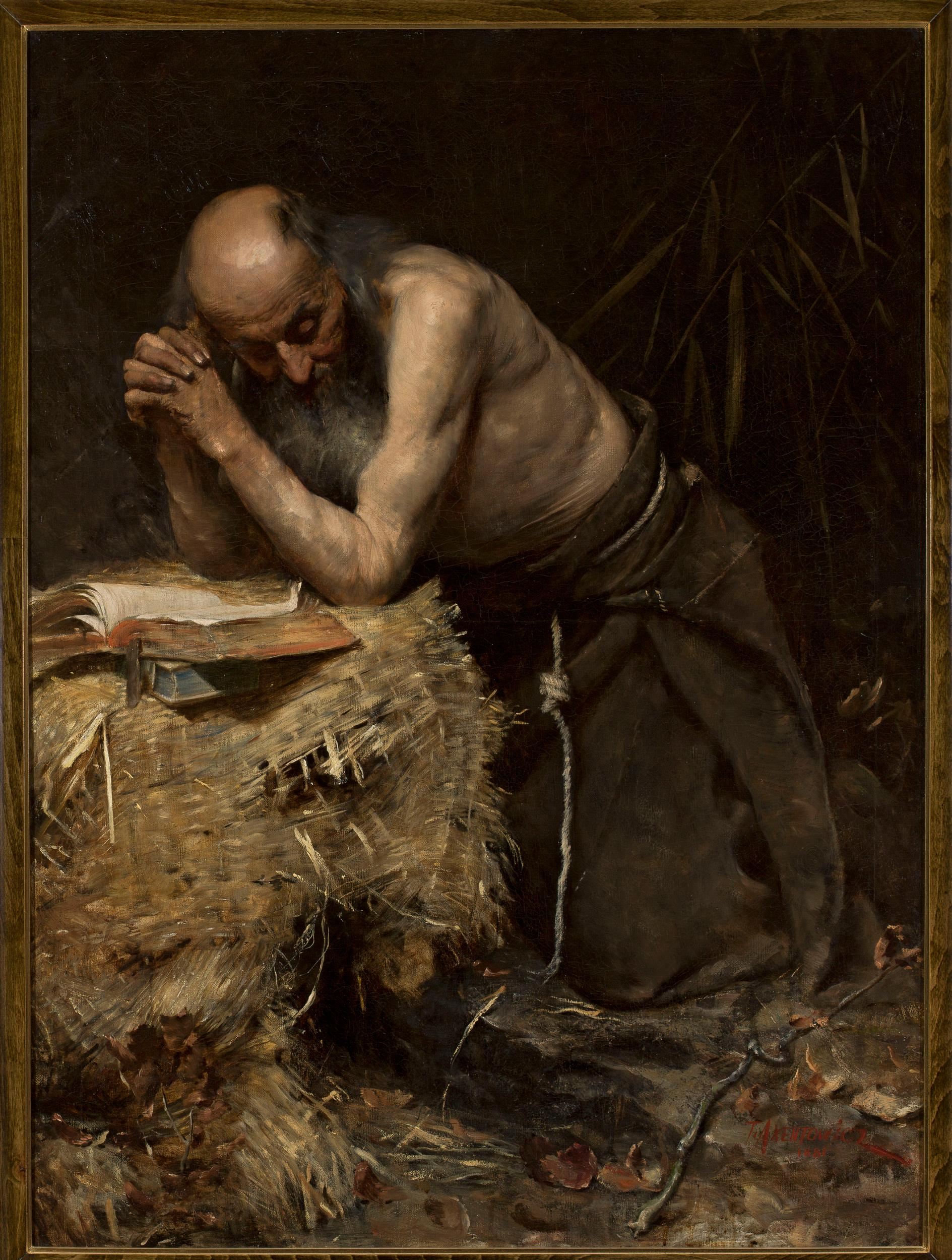
Obraz Teodora Axentowicza Anachoreta, 1881, Muzeum Narodowe w Warszawie

Anachoretyzm (z stgr. ἀναχωρέω anachoreo – „oddalam się, odchodzę w górę” tzn. odchodzę z doliny Nilu na pustynię) – forma religijności znana w chrześcijaństwie, judaizmie, hinduizmie, buddyzmie oraz islamie. Anachoreta udaje się w odosobnienie, by pędzić ascetyczne życie w samotności, modląc się, umartwiając i kontemplując.
Ruch anachorecki był szczególnie popularny we wczesnym i średniowiecznym chrześcijaństwie; zapoczątkował najstarszą formę życia zakonnego, pierwotną wobec cenobityzmu.